# Маццео ди Рикко
Маццео ди Рикко (Mazzeo di Ricco, Матвей Богач, пос. 1252). Есть предположение, что Маццео родился в Мессине и занимался разбоем. Входил в число поэтов сицилийской школы. У Маццео ди Рикко есть строки о «великом цезаре» — императоре Священной Римской империи Фридрихе II Гогенштауфен:
[…]

Великим цезарем мне кажется

Тот, кто может взимать много пошлин.

Я не могу взимать пошлину,

Любовь мне сеньор.